# Municipio de Conyngham (condado de Columbia)
El municipio de Conyngham (en inglés: Conyngham Township) es un municipio ubicado en el condado de Columbia en el estado estadounidense de Pensilvania. En el año 2000 tenía una población de 792 habitantes y una densidad poblacional de 15,2 personas por km².

## Geografía
El municipio de Conyngham se encuentra ubicado en las coordenadas 40°50′00″N 76°22′35″O / 40.83333, -76.37639.

## Demografía
Según la Oficina del Censo en 2000 los ingresos medios por hogar en la localidad eran de $27 292 y los ingresos medios por familia eran de $35 391. Los hombres tenían unos ingresos medios de $29 423 frente a los $15 769 para las mujeres. La renta per cápita de la localidad era de $14 230. Alrededor del 11% de la población estaba por debajo del umbral de pobreza.